# Alexander Mohler & W. A. Degress
 (décembre 2024).
Alexander Mohler & W. A. Degress est un constructeur automobile  mexicain.

## Production
Avec la production de leur prototype de véhicule, Alexander Mohler et W. A. Degress ont acquis une importance historique pour leur pays, le Mexique. Avec ce petit véhicule à quatre roues, ils ont créé le premier véhicule conçu et fabriqué au Mexique. L’automobile avait un moteur d’une puissance motrice de deux HP. La propulsion arrière biplace n’avait que des freins sur l’essieu arrière. Le véhicule a été fabriqué en 1898. En 1899, la coopération dans le domaine de la construction de véhicules a de nouveau pris fin.